# Нойман, Альфред
Альфред Но́йман (нем. Alfred Neumann; 15 декабря 1909, Шёнеберг — 4 января 2001, Берлин) — член Политбюро ЦК СЕПГ, в 1965—1968 годах занимал должность министра материально-технического снабжения ГДР.

## Биография
Нойман выучился на столяра и в 1919 году вступил в рабочий спортивный союз. В 1929 году Нойман вступил в Коммунистическую партию Германии. В 1933—1934 годах Нойман находился на нелегальной работе вместе с Карлом Мароном. В 1934 году Нойман эмигрировал в Швецию, затем переехал в Финляндию и в конце концов в СССР, где работал учителем физкультуры. В 1938 году был выслан из СССР за отсутствием советского гражданства. Ему удалось добраться до Испании, где он воевал в Гражданскую в интернациональной бригаде. В 1939 году Нойман был арестован во Франции и был интернирован в лагерь, в 1941 году был выдан гестапо и в 1942 году был приговорён народным судом к восьми годам тюремного заключения за государственную измену. Из Бранденбургской тюрьмы в феврале 1945 года Ноймана отправили в штрафной батальон СС Дирлевангера, откуда ему удалось бежать. Нойман сдался в плен советским войскам и до 1947 года содержался в нескольких лагерях военнопленных.
По возвращении в Германию Альфред Нойман вступил в СЕПГ и работал административным служащим и партийным работником районного уровня в Берлине. В 1949 году Нойман был назначен секретарём по пропаганде правления СЕПГ в земле Берлин, в 1951—1953 годах занимал должность заместителя обер-бургомистра Берлина, в 1953—1957 годах являлся первым секретарём окружного правления СЕПГ в Берлине.
В 1949 году Нойман был избран депутатом Народной палаты ГДР, в 1954 году вошёл в состав ЦК СЕПГ и кандидатом, а с февраля 1958 года являлся членом Политбюро ЦК СЕПГ. В 1957—1961 годах Нойман работал на должности секретаря ЦК СЕПГ, в 1961—1965 годах являлся председателем Совета народного хозяйства ГДР, а в 1965—1968 годах работал на должности министра материально-технического снабжения ГДР. С 1962 года Нойман являлся членом президиума Совета министров ГДР, с 1968 года — одним из двух первых заместителей председателя Совета министров.
Альфред Нойман сыграл важную роль в деле внедрения и реализации в ГДР Новой экономической системы планирования и руководства. В процессе смены главы ГДР в 1971 году Нойман единственным из влиятельных членов Политбюро ЦК СЕПГ отказался подписать тайное «прошение» советскому руководству о смещении Ульбрихта, которого он поддерживал в содержательном и концептуальном плане. Хонеккер никогда ему этого не простил. До самого конца Нойман оставался неудобным противником Хонеккера, тем не менее, никогда не выступал против него на публике.
В 1989 году Альфред Нойман подал в отставку вместе со всем составом Совета министров, в 1990 году был исключён из состава Политбюро ЦК СЕПГ и партии. С 1992 года в отношении Ноймана, входившего в состав Национального совета обороны ГДР, велось следствие по обвинению в убийствах и нанесении вреда здоровью на внутригерманской границе. Дело было закрыто земельным судом Берлина в 1999 году.

## Труды
- Vertrauen in die Kraft der Arbeiterklasse: ausgewählte Reden. Dietz-Verlag, Berlin 1975
- Arbeit für den Sozialismus: ausgewählte Reden. Dietz-Verlag, Berlin 1979
- Die DDR stärken — den Frieden sichern: ausgewählte Reden. Dietz-Verlag, Berlin 1984